# Shake It Up: I Love Dance
Shake It Up: I Love Dance (styliseret: Shake It Up: I <3 Dance) er det tredje soundtrack fra Disney Channels tv-serie Shake It Up. Albummet blev udgivet den 5. marts 2013. Albummet indeholder artister, der er blevet gjort populære på Disney Channel, såsom Bella Thorne, Zendaya, Bridgit Mendler, McClain-søstrene, Caroline Sunshine, Roshon Fegan, Selena Gomez og Coco Jones.

## Trackliste
1. “Contagious Love” — Zendaya & Bella Thorne
2. “This Is My Dance Floor” — Bella Thorne & Zendaya
3. “Beat of My Drum” — Zendaya
4. “Blow the System” — Bella Thorne
5. “Afterparty” — Roshon Fegan & Caroline Sunshine
6. “Holla at the DJ” (DJ Mike D Remix) — Coco Jones
7. "These Boots Are Made for Walkin'" — Olivia Holt
8. “Sharp as a Razor” — McClain Sisters
9. “Future Sounds Like Us” — Dove Cameron
10. “I Can Do Better” — Young LA
11. “Shake It Up Titel Sang” (Cole Plante Reboot Remix) — Selena Gomez
12. “We’re Dancing” (Alex Ghenea 3.0 Remix) — Bridgit Mendler

## Singler
"Contagious Love" er den hidtil eneste single fra albummet. Singlen blev frigivet til digitalt download den 19. februar 2013. Den tilhørende musikvideo er instrueret af Marc Klasfeld og blev lagt på Disney Channels Vevo kanal primo marts 2013. 

## Hitlister
| Hitliste (2013)                | Højeste placering |
| ------------------------------ | ----------------- |
| Spanien (PROMUSICAE)           | 23                |
| US Billboard 200               | 26                |
| US Top Kid Audio (Billboard)   | 1                 |
| US Top Soundtracks (Billboard) | 2                 |